# Xã Locust Grove, Quận Jefferson, Iowa
Xã Locust Grove (tiếng Anh: Locust Grove Township) là một xã thuộc quận Jefferson, tiểu bang Iowa, Hoa Kỳ. Năm 2010, dân số của xã này là 768 người.